# Ctenus manni
Ctenus manni är en spindelart som beskrevs av Bryant 1948. Ctenus manni ingår i släktet Ctenus och familjen Ctenidae. Inga underarter finns listade i Catalogue of Life.